# Дом с совой (Новочеркасск)
Дом с совой (Дом № 8 по ул. Дубовского) — жилой дом в стиле модерн в Новочеркасске (Ростовская область) на стыке улиц Советской и Дубовского.

## Описание

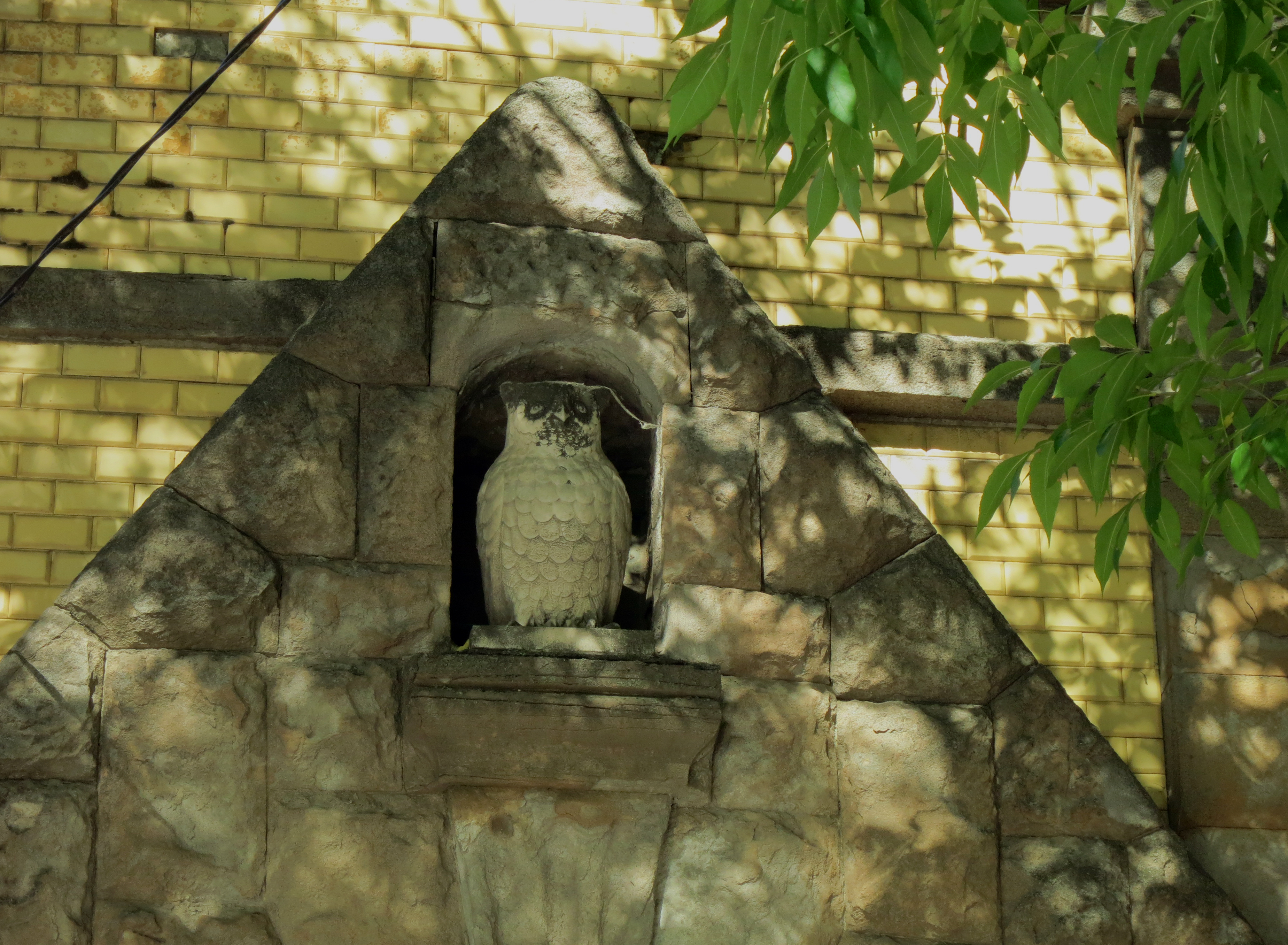

Дом был возведён в 1910 году и был собственностью руководителя общества взаимного кредита Г. Г. Кривцова, а потом профессора ДПИ-НПИ М. М. Гришина (1891—1979).
Архитектурный стиль жилого здания, которое замыкает перспективу Атаманской улицы, искусствовед В. И. Кулишов назвал «финским модерном». Причиной для такого вывода стало сочетание в отделке фасада абсолютно разных с точки зрения фактуры материалов, что было типично для северных стран: дикий камень, окаймляющий портал входа, нижняя, цокольная часть этажа и глазурованная плитка, покрывающая поверхность стены.
Дом обязан своим названием тому, что в углубление островерхого фронтона над входом вставлена скульптура совы из мрамора — символа семейного благополучия и счастья. Контраст глянцевой оливковой поверхности плитки и грубо обработанного серого камня часто можно было встретить в средневековой архитектуре.
Именно этот дом фигурирует в романе Г. А. Семенихина «Новочеркасск», но там указан иной адрес.